# Panaiot Hitovo, Tărgoviște
Panaiot Hitovo (în bulgară Панайот Хитово) este un sat în comuna Omurtag, regiunea Tărgoviște,  Bulgaria. 

## Demografie
Componența etnică a satului Panaiot Hitovo
     Turci (92,83%)
     Bulgari (6,81%)
     Nicio identificare (0,35%)
     Altele (0%)
La recensământul din 2011, populația satului Panaiot Hitovo era de 279 locuitori. Din punct de vedere etnic, majoritatea locuitorilor (92,83%) erau turci, cu o minoritate de bulgari (6,81%). Pentru 0,35% din locuitori nu este cunoscută apartenența etnică.